# منتخب أستراليا لكرة الطائرة للرجال
منتخب أستراليا الوطني لكرة الطائرة للرجال هو ممثل أستراليا الرسمي في المنافسات الدولية في كرة طائرة في فئة كرة الطائرة للرجال.

### قائمة اللاعبين

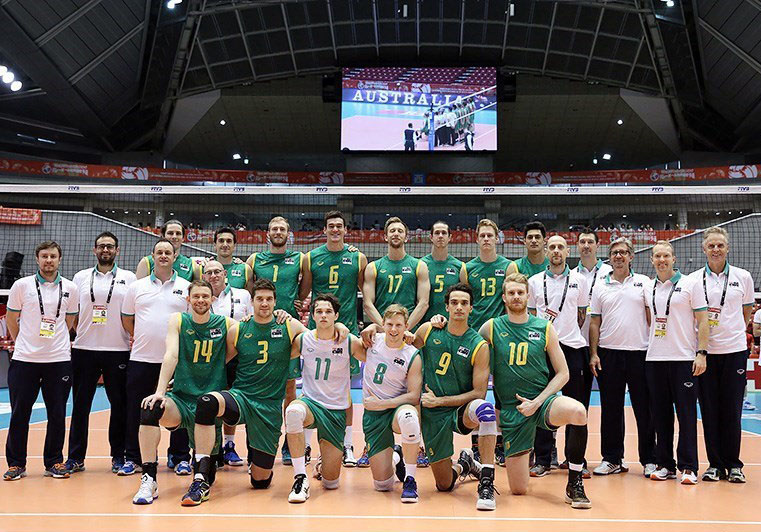
منتخب أستراليا بكرة الطائرة للرجال في اليابان 28 مايو 2016.